# 拱形区

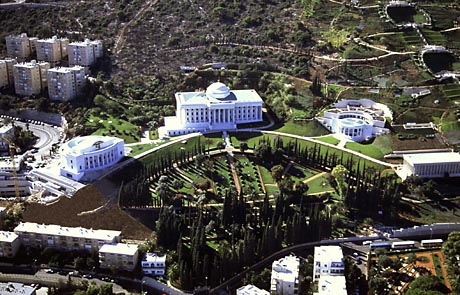

拱形区（The Arc）是巴哈伊信仰的一组行政建筑，位于以色列海法迦密山上的巴哈伊世界中心，包括世界正义院大楼、国际传导中心大楼、圣作研究中心大楼和巴哈伊国际文献馆。第五座计划修建的建筑是国家巴哈伊图书馆。

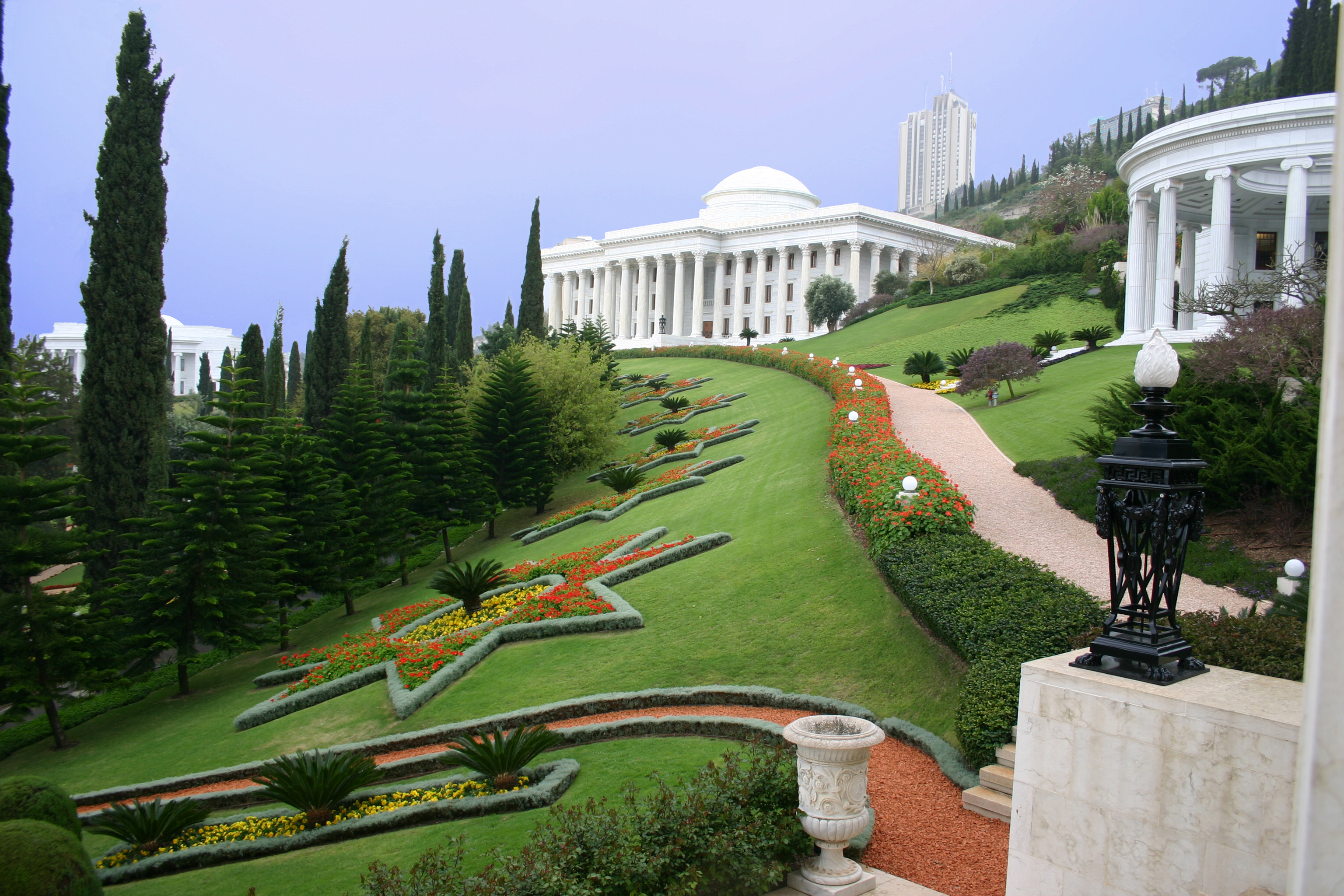

其中最早建成的是巴哈伊国际文献馆，于1961年开放。世界正义院大楼建于1973-1982年。两侧的圣作研究中心大楼和国际传导中心大楼于1992年开工，分别在1999年和2000年完成。